# Ponticola gorlap
Ponticola gorlap är en fiskart som först beskrevs av Iljin, 1949.  Ponticola gorlap ingår i släktet Ponticola och familjen smörbultsfiskar. IUCN kategoriserar arten globalt som livskraftig. Inga underarter finns listade i Catalogue of Life.